# 大白紋鳳蝶
大白紋鳳蝶，也稱臺灣白紋鳳蝶、臺灣黃紋鳳蝶、臺灣螣蝶、四斑愣鳳蝶、黃緣鳳蝶，是鳳蝶屬中的一種蝴蝶。

## 描述
大白紋鳳蝶 的翅展約為10—12（3.9—4.7英寸）。翅膀的基本顏色為黑色，前翅上有一串白色斑點，後翅上有一大片白色或黃色區域。此物種的翅膀正面與背面非常相似。後翅邊緣呈波浪狀，並帶有長尾。胸部和腹部為黑色。
大白紋鳳蝶表面上與 白紋鳳蝶 非常相似。然而，兩者在結構和顏色上均有所不同。雄蝶前翅上面：外半部完全沒有厚厚的短毛覆蓋。上面：黑色，前翅上撒有黃棕色鱗片，形成四條縱向條紋於翅室內，以及外半部的翅脈間條紋。後翅：上部盤狀白斑較大，由第4至第7翅間的延長寬條紋構成（而非第5至第7翅間）；無臀角或亞末端標記。翅膀下方底色為較暗的棕黑色；前翅上的模糊鱗片排列形成灰色翅室和翅脈間條紋，第1a和第1翅間的條紋通常為白色，且不模糊。後翅：基部區域撒有黃色鱗片，形成三條細長的縱向線條於翅室內；上部白色盤狀斑塊如同上面，但構成該斑塊的延長白色標記被黑色翅脈清晰分隔；在第1至第3翅間的白色盤狀斑塊下方，有一小列白色斑點，第1翅間的斑點通常、第2翅間的斑點經常帶有赭黃色；一列完整的亞末端赭黃色新月斑，後接一列邊緣狹窄的白色斑點。觸角、頭部、胸部和腹部為黑色；腹面：唇鬚上有一條白線，胸部有一些線狀白色標記。
雌蝶相似。上面底色較棕；前翅：翅室和翅脈間條紋更為明顯；在許多標本中，翅室頂端剛過的亞肋部有一片模糊的白色陰影。翅膀下方較淡。前翅上的翅室和翅脈間條紋以及翅室後的亞肋部白色斑塊更為明顯；翅的外半部後方的三條翅脈間短條紋為白色，且不模糊；在少數標本中，每個翅間中部有一列或多或少明顯的邊緣白色斑點。後翅的標記與雄蝶相似，但更大且更明顯。觸角、頭部、胸部和腹部與雄蝶相同，但腹部腹面有側邊白色標記。

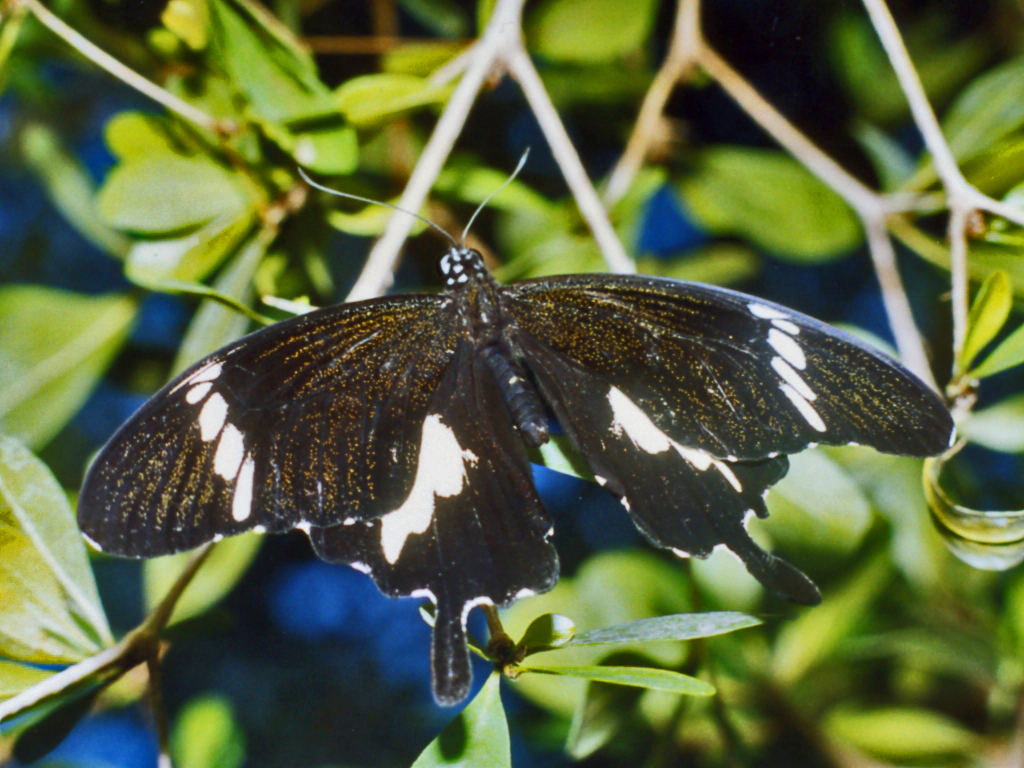
黑白海倫（P. n. sunatus）

幼蟲以 飛龍掌血、楝葉吳茱萸、Fagra rhetsa、柑橘屬 物種和 印度花椒 為食。

## 分布
此物種可見於古北界的亞洲部分，以及部分澳紐界和東洋界，從尼泊爾、錫金、阿薩姆邦到中國南部，並從緬甸到泰國、柬埔寨和印尼。
台灣地區於中低海拔地區可見。

## 棲地
這些蝴蝶主要出現在低地的原始森林中。本種幼蟲以芸香科植物，如賊仔樹、飛龍掌血等為食，一年多世代，多以蛹態越冬，但溫暖地區冬季亦可見。

## 亞種
按字母順序列出：
- Papilio nephelus albolineatus Forbes, 1885 –（蘇門答臘、婆羅洲）
- Papilio nephelus annulus Pendlebury, 1936 –（馬來半島）
- Papilio nephelus chaon Westwood, 1845 – 黃海倫（奧里薩邦、尼泊爾-阿薩姆邦、緬甸北部、雲南南部）
- Papilio nephelus chaonulus Fruhstorfer, 1902 –（中國南部、海南、台灣）
- Papilio nephelus ducenarius Fruhstorfer, 1908 –（緬甸南部、丹那沙林）
- Papilio nephelus nephelus –（爪哇）
- Papilio nephelus siporanus Hagen, 1898 –（明打威群島）
- Papilio nephelus sunatus Corbet, 1940 – 黑白大白紋鳳蝶（馬來半島）
- Papilio nephelus tellonus Fruhstorfer, 1906 –（巴圖群島）
- Papilio nephelus uranus Weymer, 1885 –（尼亞斯島）

## 分類
大白紋鳳蝶 是 helenus複合種的成員。該支系的成員包括：
- Papilio helenus Linnaeus, 1758
- Papilio iswara White, 1842
- Papilio iswaroides Fruhstorfer, 1898
- Papilio nephelus Boisduval, 1836
- Papilio nubilus Staudinger, 1895
- Papilio sataspes C. & R. Felder, 1865

## 圖庫

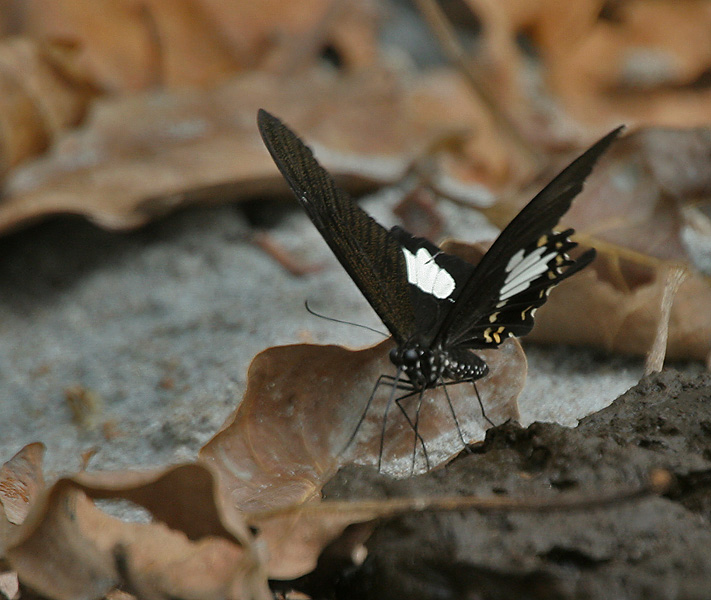
黃色大白紋鳳蝶, 印度西孟加拉邦賈爾派古里區布克薩虎保護區的Jayanti
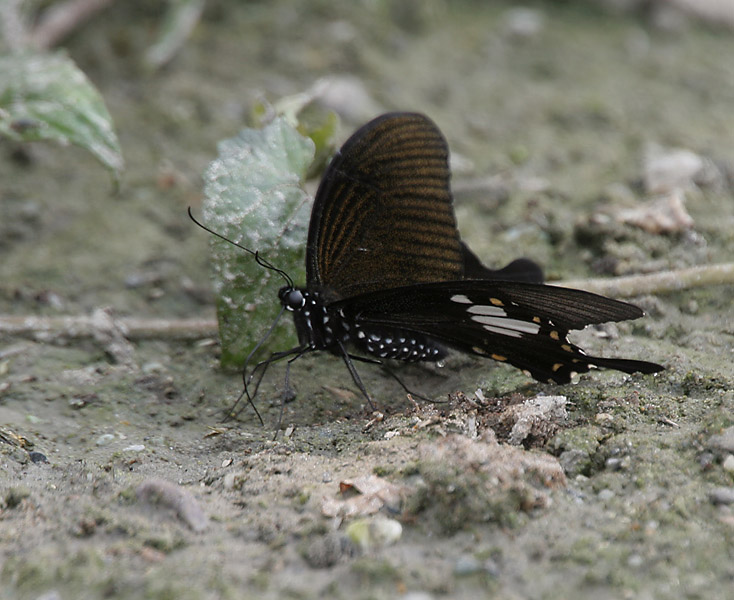
黃色大白紋鳳蝶, Jayanti

## 資料來源
1. 1 2  .   [2011-11-26]. （原始内容存档于2017-04-13）.
2. ↑  Bingham, C.T.  II 1st. London: Taylor and Francis, Ltd. 1907.
3. 1 2 3  Papilio nephelus 的存檔，存档日期2011-07-04., Funet.fi
4. ↑  徐堉峰. . 台中市: 晨星出版社. 2013. ISBN 978-986-177-669-9.

## 外部連結
- 维基共享资源上的相關多媒體資源：大白紋鳳蝶